# Günter Busarello
Günter Busarello (* 27. April 1960; † 8. November 1985 in Klaus, Vorarlberg) war ein österreichischer Ringer. Er gewann bei der Europameisterschaft 1980 in Prievidza eine Bronzemedaille im freien Stil im Mittelgewicht und nahm an den Olympischen Spielen 1980 und 1984 teil.

## Werdegang
Günter Busarello war einer der wenigen österreichischen Ringer, der nach 1945 bei einer internationalen Meisterschaft eine Medaille gewann. Mit dem Ringen begonnen hatte er im Kindesalter in seiner Heimatgemeinde Klaus in Vorarlberg. Er wurde ein guter Freistilringer, der nebenbei beim FC Klaus auch Fußball spielte.  
Günter Busarello war Zollwachtmeister in der österreichischen Zollverwaltung und Mitglied des Sportclubs KSK Klaus. Im Jugendalter wurde er mehrere Male österreichischer Jugendmeister, das erste Mal 1976. 1977 nahm er an der Weltmeisterschaft der Senioren teil, die in der  benachbarten Schweiz, in Lausanne stattfand. Mit 17 Jahren zeigte er dort für sein Alter schon sehr gute Leistungen, denn er siegte sensationell über den türkischen Meister Reşit Karabacak und unterlag den erfahrenen Emilian Christian aus Rumänien und Alexandar Nanew aus Bulgarien nur nach Punkten. Er kam damit auf den 9. Rang im Weltergewicht.
Er nahm dann erst wieder an der Europameisterschaft 1979 in Bukarest teil, musste sich aber dort, inzwischen in das Mittelgewicht hineingewachsen, dem ungarischen Weltklasseringer István Kovács und dem mehrfachen deutschen Weltmeister Adolf Seger geschlagen geben. 
1980 wurde zum großen Jahr in der Laufbahn von Günter Busarello. Er gewann zunächst bei der Junioren-Europameisterschaft (Espoirs) in Bursa hinter dem sowjetischen Sportler Iwan Purchin die Vize-Europameisterschaft im Mittelgewicht und dann gewann er bei der Europameisterschaft in Prievidza die EM-Bronzemedaille im Mittelgewicht. Er siegte dabei wieder über Reşit Karabacak, gewann dann über Adolf Seger, der allerdings gegen ihn verletzungsbedingt aufgeben musste, schlug aber anschließend auch die starken Ringer aus dem Ostblock Lajos Nagy aus Ungarn und Vasile Tiganas aus Rumänien. Bei den Olympischen Spielen 1980 in Moskau siegte er über Mohammad Eloulabi aus Syrien und unterlag gegen István Kovács und dem mehrfachen Welt- und Europameister Ismail Abilow aus Bulgarien und belegte den 7. Platz.
In den folgenden Jahren gewann Günter Busarello bei internationalen Meisterschaften keine Medaillen mehr. Er konnte aber noch einige gute Platzierungen erreichen, wie den 2. Platz bei der Meisterschaft der Europäischen Union 1981 in Kelheim hinter Weltmeister Martin Knosp aus der BRD, den 7. Platz bei der Weltmeisterschaft 1981 in Skopje und den 8. Platz bei der Weltmeisterschaft in Edmonton/Kanada. 1984 startete Günter Busarello in Los Angeles zum zweiten Mal bei den Olympischen Spielen. Er besiegte dort den Finnen Jouni Ilomäki, verlor aber dann gegen Reiner Trik aus der BRD und Hideyuki Nagashima aus Japan und belegte den 11. Platz.
Nach den Olympischen Spielen 1984 beendete Günter Busarello, der von seiner Herzerkrankung wusste, um kein weiteres Risiko für seine Gesundheit einzugehen, seine Laufbahn als aktiver Ringer. Er betätigte sich aber noch als Jugendtrainer in seinem Verein KSK Klaus. Am 8. November 1985 starb er mit 25 Jahren an Herzversagen.  
Sein Sohn Bernd trat viele Jahre später in seine Fußstapfen und wurde ebenfalls österreichischer Meister im Ringen.

## Internationale Erfolge
(OS = Olympische Spiele, WM = Weltmeisterschaft, EM = Europameisterschaft, F = freier Stil, We = Weltergewicht, Mi = Mittelgewicht, damals bis 74 kg bzw. 82 kg Körpergewicht)
- 1977, 9. Platz, WM in Lausanne, F, We, mit einem Sieg über Reşit Karabacak, Türkei u. Niederlagen gegen Emilian Christian, Rumänien u. Alexandar Nanew, Bulgarien;
- 1979, 8. Platz, EM in Bukarest, F, Mi, nach Niederlagen gegen István Kovács, Ungarn u. Adolf Seger, BRD;
- 1979, 7. Platz, EU-Meisterschaft in Manchester, F, Mi, Sieger: Michel Mege, Frankreich vor Luciano Ortelli, Italien u. Alexander Senn, BRD;
- 1979, 7. Platz, WM in San Diego, F, Mi, mit einem Sieg über Alan Thompson, Australien u. Niederlagen gegen John Peterson, USA u. Dsewegiin Düwtschin, Mongolei;
- 1980, 2. Platz, Junioren-EM in Bursa, F, Mi, hinter Iwan Purchin, UdSSR u. vor Senol Tenekocioglu, Türkei u. Thomas Michalke, DDR;
- 1980, 3. Platz, EM in Prievidza, F, Mi, mit Siegen über Reşit Karabacak, Adolf Seger, Lajos Nagy, Ungarn u. Vasile Tiganas, Rumänien u. Niederlagen gegen Igor Kalojew, UdSSR u. Ismail Abilow, Bulgarien;
- 1980, 7. Platz, OS in Moskau, F, Mi, mit einem Sieg über Mohammad Eloulabi, Syrien u. Niederlagen gegen Istvan Kovacs u. Ismail Abilow;
- 1981, 2. Platz, EU-Meisterschaft in Kelheim, F, Mi, hinter Martin Knosp, BRD u. vor S. Kerpass, Großbritannien;
- 1981, 7. Platz, WM in Skopje, F, Mi, mit Siegen über Kally Adogo, Nigeria u. Eftadjar Kodakbash, Iran u. Niederlagen gegen Leszek Ciota, Polen, Istvan Kovacs u. Christopher Campbell, USA;
- 1982, 8. Platz, WM in Edmonton, F, Mi, Sieger: Taimuras Dsgojew, UdSSR vor Efraim Kamberow, Bulgarien u. David Schultz, USA;
- 1984, 6. Platz, EM in Jönköping, F, Mi, mit Siegen über Bert Kops, Niederlande, Josseppino Massida, Frankreich u. Jouni Ilomäki, Finnland u. Niederlagen gegen Gabor Toth, Ungarn, Reiner Trik, BRD u. Gheorghe Fodorea, Rumänien;
- 1984, 11. Platz, OS in Los Angeles, F, Mi, mit einem Sieg über Jouni Ilomäki u. Niederlagen gegen Reiner Trik u. Hikeyuki Nagashima, Japan